# Echinodorus grisebachii
Espèce
Synonymes
- Echinodorus gracilis

Echinodorus grisebachii, l’Echinodorus de Grisebach, est une espèce de plante aquatique. Son nom commémore August Heinrich Rudolf Grisebach (1814-1879).

## Origine
Sa répartition géographique couvre l'Amérique centrale et l'Amérique du Sud.

## Description
Ses feuilles peuvent atteindre 60 cm.

## Maintenance
Si la plante n'a pas d'exigence particulière concernant l'eau, elle demandera un éclairage plus intensif. Dans de bonnes conditions de culture, on préférera la maintenir en solitaire dans un endroit dégagé, au mieux au centre de l'aquarium où elle sera du meilleur effet.